# Карой Хауслер
Карой Хауслер (угор. Károly Hauszler, 19 березня 1952 — 28 жовтня 2023) — угорський ватерполіст.
Бронзовий призер Олімпійських Ігор 1980 року.